# Voïvodie de Sieradz
Pour les articles homonymes, voir Sieradz (homonymie).
La voïvodie de Sieradz (en polonais : województwo sieradzkie) était une unité de division administrative et un gouvernement local de Pologne entre 1975 et 1998. 
Son territoire s'étendait sur 4 868 km2 et il est désormais couvert par la nouvelle voïvodie de Łódź, à la suite d'une loi de 1998 réorganisant le découpage administratif du pays.
En 1998, la voïvodie comptait 411 500 habitants.
La capitale de la voïvodie était Sieradz.
À la dissolution de la voïvodie, elle est remplacée et intégrée dans la nouvelle voïvodie de Łódź.

## Gouverneurs de la voïvodie
- Tadeusz Barczyk – du 1er juin 1975 au 2 juillet 1984
- Kazimierz Cłapka – du 19 juillet 1984 au 25 septembre 1986
- Henryk Antosiak – du 4 novembre 1986 au 19 février 1989
- Józef Szewczyk – du 22 février 1989 au 20 février 1991
- Andrzej Ruszkowski – du 4 mars 1991 au 2 février 1994
- Jan Ryś – du 1er mars 1994 jusqu'en 1997
- Kazimierz Filipiak – du 18 janvier au 31 décembre 1998

## Bureaux de district (Powiat)
Sur la base de la loi du 22 mars 1990, les autorités locales de l'administration publique générale, ont créé 4 régions administratives associant une dizaine de municipalités.
Bureau de district de Łask
- Gminy

1. Buczek
2. Dobroń
3. Lutomiersk
4. Łask
5. Sędziejowice
6. Widawa
7. Wodzierady

Bureau de district de Sieradz
- Gminy

1. Błaszki
2. Brąszewice
3. Brzeźnio
4. Burzenin
5. Goszczanów
6. Klonowa
7. Pęczniew
8. Sieradz
9. Warta
10. Wróblew
11. Złoczew

- Ville

1. Sieradz

Bureau de district de Wieluń
- Gminy

1. Biała
2. Czarnożyły
3. Działoszyn
4. Kiełczygłów
5. Konopnica
6. Lututów
7. Mokrsko
8. Osjaków
9. Ostrówek
10. Pątnów
11. Rusiec
12. Siemkowice
13. Skomlin
14. Wieluń
15. Wierzchlas

Bureau de district de Zduńska Wola
- Gminy

1. Dalików
2. Poddębice
3. Szadek
4. Wartkowice
5. Zadzim
6. Zapolice
7. Zduńska Wola

- Ville

1. Zduńska Wola

## Villes
Population au 31 décembre 1998 :
- Zduńska Wola - 45 850
- Sieradz - 45 529
- Wieluń - 25 697
- Łask - 20 139
- Poddębice - 7 230
- Działoszyn – 6 200
- Złoczew – 3 450
- Warta – 3 400
- Błaszki – 2 100
- Szadek – 2 000